# Giovanni Antonio Campano
Giovanni Antonio Campano, detto Giannantonio (Galluccio, 27 febbraio 1429 – Siena, 15 luglio 1477), è stato un umanista e vescovo cattolico italiano.

## Biografia
Fu un protetto del cardinale Bessarione, fece parte della corte di Papa Pio II, di cui scrisse l'orazione funebre, e in seguito una biografia, lusinghiera ma piena anche di ricordi personali, scritta verso il 1470-1477. Il Campano fu famoso per le orazioni, i poemi e le lettere in latino. Fu membro dell'accademia di Bessarione e partecipò al circolo romano di Pomponio Leto. Dopo la morte del Papa, avvenuta nel 1464, di cui scrisse una Vita, a partire dal 1470 il Campano insegnò all'Accademia fiorentina. Il Campano era noto per la sua produzione poetica latina. L'epigramma in quattro linee su di una ninfa dormiente, Huius nympha loci..., fu creduto essere di origine romana fino a che fu identificato come un prodotto dell'umanesimo rinascimentale da Theodor Mommsen, che lo identificò come opera del Campano da una nota in un manoscritto nella Biblioteca Riccardiana di Firenze. Scrisse inoltre in volgare una biografia sui condottieri Braccio da Montone e Niccolò Piccinino con il titolo di L'historie et vite di Braccio Fortebracci detto da Montone, et di Nicolò Piccinino pervgini.
Giovanni Battista Campano era nato il 27 febbraio 1429 a Cavelle, vicino a Galluccio, nell'attuale provincia di Caserta, da una famiglia di condizioni modeste, durante la guerra tra gli Angioini e gli Aragonesi per il possesso del Regno di Napoli. Lavorò per sei anni come tutore di Francesco Pandone, figlio di Carlo. Nel 1452 si recò a Perugia, sotto la tutela dei Baglioni, e alla sua conoscenza del latino aggiunse quella del greco che imparò sotto la guida di Demetrio Calcondila. Avendo fatto parte dell'ambasciata di lealtà inviata dai perugini a Papa Callisto III nel 1455, al suo ritorno fu chiamato alla cattedra di retorica all'Università di Perugia, il 16 novembre 1455.
All'elevazione di Enea Silvio Piccolomini al soglio papale come Pio II nell'agosto del 1458, il Campano fece nuovamente parte della delegazione di Perugia. Il cardinale Giacomo Ammannati lo presentò a Pio II, che lo nominò vescovo di Crotone il 20 ottobre 1462, il primo di una serie di incarichi vescovili che portarono il Campano a diventare vescovo di Teramo il 23 maggio 1463. A Roma il Campano divenne segretario del cardinale Alessandro Oliva. Dopo la morte di questi, avvenuta nel 1463, il Campano venne accolto nella famiglia del nipote del papa, Francesco Todeschini Piccolomini (che in seguito fu per breve tempo papa sotto il nome di Pio III), che accompagnò in Germania nel 1471. Il successore di Papa Pio II, Paolo II, non lo prese in grande considerazione. Il 7 marzo 1469, durante la ricorrenza di San Tommaso, il Campano scrisse l'encomio annuale in onore del "doctor angelicus" per lo studium generale di Santa Maria sopra Minerva, la futura Pontificia università "San Tommaso d'Aquino".
Sotto Papa Sisto IV fu nominato governatore di Todi (1472) e Città di Castello (1474), ma il paragone che fece delle attività militari papali con quelle dei Turchi in un'aspra lettera rivolta al pontefice, lo pose definitivamente in disgrazia. Morì a Siena il 15 luglio 1477, venendo sepolto nel Duomo.
Una Opera Campani Omnia, curata da Michele Ferno e pubblicata a Roma, contiene una sua biografia introduttiva; una seconda edizione fu pubblicata a Venezia nel 1495.